# Jefferson Keane
Jefferson Keane es un personaje de ficción de la serie de televisión Oz, interpretado por Leon Robinson.

## Historia en Oz
Jefferson Keane es el preso número 97K186, condenado el 14 de mayo de 1997 por dos asesinatos en primer grado. Su sentencia es de cadena perpetua sin posibilidad de libertad condicional. Es el primer líder de los Negros en la serie.

### Primera temporada
Keane está en Em City cuando se abre el bloque, y es asignado como padrino de Paul Markstrom, que es presentado como el primo camello del alcaide Glynn ante Tim McManus, el encargado de Em City. Jefferson Keane es un hombre violento pero prudente, un líder nato que piensa las cosas antes de hacerlas pero que actúa con firmeza.
Los Negros, en este tiempo, controlan el negocio de las drogas junto con los Italianos, y cuando Kareem Said, líder de los Musulmanes, llega a Oz, tiene encontronazos con Keane por este asunto; pero Said consigue el respeto de Keane demostrándole que no tiene más poder el que tiene más fuerza, sino el que tiene más voluntad.
Más tarde, Keane es contactado por Ryan O'Reily, que quiere deshacerse de su enemigo de alma Dino Ortolani. Keane no está por la labor, hasta que Ortolani le da una paliza horrible a su hermano, Billie Keane. En busca de venganza, Keane, con la ayuda de O'Reily, coloca a Johnny Post cerca de Ortolani para que a la menor oportunidad, le asesine, aprovechando el odio que le tiene Post a los Italianos.
El encargo se lleva a cabo cuando Ortolani está sedado e indefenso, otra vez con la ayuda de O'Reily, pero para evitar cargar con la culpa, este intenta convencer a Keane de vender a Post, pero ante su negativa, empieza a jugar a dos bandas, entre los Negros y los Italianos.
Mientras tanto, los Italianos cortan el suministro de droga, las apuestas y el contrabando, hasta que el líder, Nino Schibetta, encuentre a quien hizo el trabajo con Ortolani. Sin embargo, Keane sigue negando vender a Post, lo que provoca la preocupación del segundo de a bordo, Simon Adebisi, y de Markstrom.
Keane decide entonces casarse con Mavis, su novia, para lo cual le pide permiso a McManus, que a su vez lo hace a Glynn, y es denegado. Pero tras hablar con Said, Keane consigue celebrar la ceremonia gracias a la elocuencia e intercambio de favores de este, y acaban haciendo buenas migas. Aunque, al mismo tiempo, Mavis está en una iglesia, y Keane en la capilla de la cárcel, con Adebisi haciendo de novia.
Por un presionado O'Reily, los Italianos descubren la identidad del asesino de Ortolani y matan y castran a Post. La muerte es anunciada y Adebisi y el resto de los Negros buscan venganza, pero Keane quiere mantener un poco el orden; de hecho, se convierte al Islam y cambia su nombre por el de Tisi Oso. El resto de los Negros le dan la espalda.
Keane decide que la mejor manera de arreglar el mal que ha hecho a los demás es confesando y admitiendo su culpabilidad en el asesinato de Ortolani, lo que le comenta a O'Reily. Además le asegura que caerá él solo, nadie más. Desafortunadamente, O'Reily no se fía y le cuenta a los Italianos que Keane fue el que ordenó la muerte de Ortolani, pero que quiere arreglar su muerte personalmente como muestra de buena voluntad.
Dos oficiales llevan a Keane al gimnasio, donde le esperan dos Latinos para darle una paliza. Defendiéndose, Keane asesina a uno de ellos, observado por los guardias, que le acusan de asesinato.
Aprovechando la vuelta de la pena de muerte en el estado, el gobernador Devlin pide la ejecución de Keane, y este no dice nada de la implicación de los guardias ni de la trampa tendida. Tobias Beecher, un ex-abogado se entera de que fue un golpe montado e intenta salvar a Keane de la ejecución, con la ayuda de Bob Rebadow, otro preso. Pero Keane no quiere, pues dice que si él no muere, seguirá la guerra entre Negros e Italianos, y si vuelve a Em City, volverá a su vida anterior de maldad.
Tras seguir los consejos de Said, Keane se reconcilia con su hermano Billie, con el que estaba enfadado debido a la condición homosexual de este. También dona un riñón a su hermana, reconcilia a su padre con su hermano, y termina rezando con Said antes de su muerte, lo que ocurre días más tarde.

### Sexta temporada
El espíritu de Jefferson Keane narra, junto a Augustus Hill, el primer episodio.